# Tomska oblast
Tomska oblast (rus. То́мская о́бласть, Tomskaya oblast) je federalni subjekt (oblast) Ruske Federacije. Nalazi se na jugoistoku Zapadnosibirske ravnice, odnosno na jugozapadu Sibirskog federalnog okruga. Stanovništvo: 1,046.039 (podaci iz 2002. godine).
Razvoj teritorije koja danas pripada oblasti počeo je u ranom 17. stoljeću. Grad Tomsk je osnovan 1604. Veći dio 316,900 km² teritorije oblasti je nepristupačan zbog pokrivenosti gustom tajgom i močvarama. Oblast se graniči s Krasnojarskim krajem, Tjumenskom, Omskom, Novosibirskom i Kemerovskom oblasti.
Tomsk Oblast je bogata prirodnim resursima, pogotom naftom, zemnim plinom, metalima, tresetom i podzemnim vodama. Šume su također među najvažnijim resursima: oko 20% zapadnosibirskih šuma se nalazi u Tomskoj oblasti. Industrija pak čini više od polovice BDP, dok poljoprivreda čini 19% a građevinarstvo 13%. Kemijska i naftna industrija su najrazvijenije u regiji, a iza njih slijedi proizvodnja strojeva. Glavni izvozni proizvodi oblasti su: nafta (62,1%), metanol (30,2%), strojevi i opremi (4.8%). Vađenje nafte i sječa šuma su glavni predmet stranih investicija.
U oblasti se nalazi 6 državnih obrazovnih institucija i 47 istraživačkih instituta.

## Rijeke
- Ob (Обь)
  - Tom (Томь)
  - Čulim (Чулым)
  - Čaja (Чая)
  - Ket (Кеть)
  - Parabelj (Парабель)
  - Vasjugan (Васюган)
  - Tjim (Тым)